# María Mercedes del Sagrado Corazón
María Mercedes Prat y Prat (Barcelona, 6 de marzo de 1880-24 de julio de 1936), también conocida por su nombre religioso María Mercedes del Sagrado Corazón, fue una religiosa española, de la Compañía de Santa Teresa de Jesús, fusilada durante la Guerra Civil de España en 1936. Es considerada mártir y venerada como beata en la Iglesia católica.

## Biografía
María Mercedes Prat y Prat nació en Barcelona el 6 de marzo de 1880, en el seno de una familia de comerciantes. Sus padres se llamaban Juan y Teresa y ambos murieron cuando ella contaba con solo 15 años. Ingresó a la Compañía de Santa Teresa de Jesús en 1904 e hizo sus primeros votos el 10 de marzo de 1907, donde cambió su nombre por el de María Mercedes del Sagrado Corazón. En 1909 fue trasladada al colegio de la Purísima Concepción de Madrid, donde ejerció como docente, trasladada de nuevo a Barcelona, profesó sus votos perpetuos en 1913. En la comunidad de San Celoni se dedicó a la enseñanza de los párvulos y al servicio de la sacristía. Finalmente fue trasladada a la casa central de Barcelona en 1920, donde permaneció hasta sus últimos días.
El 23 de julio de 1936 María Mercedes fue capturada, por su condición de religiosa, por los milicianos del bando republicano, junto a Joaquina Miguel, también religiosa de la Compañía. Al día siguiente fueron fusiladas y abandonadas en la calle. Joaquina sobrevivió a los impactos, mientras que Mercedes murió inmediatamente.

## Culto
El testimonio de Joaquina Miguel fue fundamental para el proceso de beatificación de María Mercedes. Su fama de santidad se extendió en Barcelona, especialmente en el recuerdo de sus compañeras de comunidad y de sus estudiantes. El papa Juan Pablo II aprobó el decreto de martirio de la religiosa el 21 de diciembre de 1989 y fue beatificada el 29 de abril de 1990 por el mismo pontífice.
La Iglesia católica celebra la fiesta la beata María Mercedes del Sagrado Corazón el 6 de noviembre, también se recuerda el 24 de julio en el martirologio romano. Las reliquias de la misma se veneran en la capilla de la casa madre de la Compañía de Santa Teresa de Jesús en Barcelona.